# Tervajärvi (sjö i Finland, Kajanaland, lat 64,20, long 28,72)
Tervajärvi är en sjö i Finland. Den ligger i kommunen Sotkamo i landskapet Kajanaland, i den centrala delen av landet, 500 km norr om huvudstaden Helsingfors. Tervajärvi ligger 170,3 meter över havet. I omgivningarna runt Tervajärvi växer i huvudsak blandskog. Den är 7,5 meter djup. Arean är 2,26 kvadratkilometer och strandlinjen är 9,74 kilometer lång. Sjön  ingår i Uleälvens huvudavrinningsområde. 